# Ван Кенань
Ван Кенань (3 серпня 1980 — 5 жовтня 2013) — китайський стрибун у воду.
Учасник Олімпійських Ігор 2004 року.
Чемпіон світу з водних видів спорту 2001 року, призер 2003 року.
Переможець Азійських ігор 2002 року.
Переможець літньої Універсіади 1999, 2001, 2003, 2005, 2007 років.